# Jan Zachariasiewicz
Jan Chryzostom Zachariasiewicz, pseud. Maciej Łomża, (ur. 1 września 1823 w Radymnie, zm. 6 maja 1906 w Krzywczy) – polski pisarz i dziennikarz pochodzenia ormiańskiego. 

## Życiorys
Urodził się w Radymnie jako jedyne dziecko Aleksandra Zachariasiewicza i Antoniny Martyny z domu Gwiazdowskiej. Jego ojciec, pół mieszczanin, pół rolnik, był właścicielem dość dużej posiadłości i gruntów w Skołoszowie przyległych do miasta. 
Najpierw ukończył naukę w szkole gminnej w Radymnie, a w 1839 rozpoczął kształcenie w c.k. gimnazjum w Przemyślu w klasie humanistycznej. Należał do spiskowej organizacji Synowie Ojczyzny – najważniejszej komórki Młodej Sarmacji. Głównym celem jej członków była praca dla ojczyzny. Uczestniczył w zebraniach samokształceniowych, czytał zakazaną literaturę, poznawał historię Polski. 18 grudnia 1839 w Przemyślu miał miejsce nieudany spisek na życie komisarza policji Franza Gutha. W marcu 1840 nastąpiły pierwsze aresztowania. Zdemaskowano także Synów Ojczyzny, w tym Jana Zachariasiewicza, który nie brał udziału w spisku, lecz dostatecznym powodem aresztowania była przynależność do organizacji. Śledztwo trwało dwa lata, toczyło się we Lwowie. Wyrok zapadł w 20 września 1842. Został skazany na karę 2 lat ciężkiego więzienia w twierdzy Spielberg. W trakcie odbywania kary zapoznał się z literaturą niemiecką i francuską. Przebywał tam do lutego 1844.
Na krótko powrócił do Radymna, następnie wyjechał studiować na Uniwersytet Lwowski. Uczestniczył w wykładach z literatury, historii, estetyki, wyższej matematyki. Czas wolny spędzał w Zakładzie Ossolińskich. Zawarł znajomości z przedstawicielami świata dziennikarskiego i literackiego: Karolem Szajnochą, Wincentym Polem, Kornelem Ujejskim, Janem Dobrzańskim. Współpracował z „Dziennikiem Mód Paryskich” i z „Gazetą Lwowską” – do czasu, gdy nabył ją gubernator Franciszek Stadion. Od 15 kwietnia do 29 listopada 1848 wraz z Karolem Widmanem był redaktorem czasopisma „Postęp”. Drukował w nim artykuły poruszające aktualne problemy, m.in. pisał o sytuacji chłopów czy Rusinów. Następnie wraz z Karolem Widmanem i Henrykiem Sucheckim założył „Gazetę Powszechną”, która 20 grudnia 1848 przestała istnieć, a pisarz objął redakcję „Tygodnika Polskiego” powstałego z „Dziennika Mód Paryskich”. W numerze 5 gazety opublikował romantyczny wiersz Machabeusze, wskutek czego pismo zamknięto, a Zachariasiewicza osadzono w twierdzy Theresienstadt. Przebywał w niej do 1852, kiedy został ułaskawiony. Przyczyną ułaskawienia była choroba pisarza. Ponownie wrócił na krótko do Radymna, a 1854 udał się do Lwowa, gdzie zajmował się działalnością dziennikarską. W 1854–1856 pracował w redakcji „Nowin” Jana Dobrzańskiego, które zostały przekształcone w „Dziennik Literacki”. W tym też czasie zaczął pisać powieści, w których wyrażał swe poglądy. 
W 1898 został odznaczony Krzyżem Kawalerskim Orderu Franciszka Józefa. Większość życia spędził we Lwowie biorąc aktywny udział w redagowaniu szeregu tamtejszych czasopism postępowych. Związany m.in. z Wincentym Polem. Był jednym z najpłodniejszych pisarzy nurtu pozytywistycznego w literaturze polskiej. 
Jego ostatnią powieścią był Orion i Chryzantema, drukowany w 1903 na łamach „Gazety Lwowskiej”. Uzyskane z niej honorarium przeznaczył na renowację szkoły w Krzywczy. W tej miejscowości u krewnych osiadł w grudniu 1905 ze względu na pogarszający się stan zdrowia (po stwierdzeniu zaawansowanego zwapnienia arterii lekarze zalecili mu pobyt na wsi). Zmarł 6 maja 1906 w Krzywczy. Jego pogrzeb odbył się 9 maja 1906, zgodnie z życzeniem zmarłego w obrządku greckokatolickim, po którym złożono jego ciało do grobowca rodziny Joczów na miejscowym cmentarzu. 
W Radymnie wzniesiono pomnik-popiersie upamiętniający Jana Zachariasiewicza, którego autorką jest Urszula Serafin, absolwentka Liceum Sztuk Plastycznych w Jarosławiu. Pisarz był dalekim krewnym rodziny poety Janusza Szubera.

## Twórczość
- 1856 – Sąsiedzi. Powieść współczesna
- 1857 – Boże dziecię. Powieść z naszych czasów
- 1860 – Fałszywy król
- 1860 – Na kresach
- 1861 – Konfederat
- 1862 – Święty Jur. Powieść w trzech częściach[12]
- 1863 – W przededniu
- 1863 – Jarema. Studium wewnętrznych dziejów Galicji
- 1867 – Marek Poraj. Powieść z czasów pierwszego rozbioru Rzeczypospolitej
- 1869 – Czerwona czapka. Z notatek cesarsko–królewskiego radcy
- 1869 – Tajny fundusz
- 1870 – Porwanie Sabina
- 1870 – Chleb bez soli
- 1871 – Noc królewska
- 1871 – Człowiek Bez Jutra
- 1877 – Wybór posła. Powieść współczesna
- 1878 – Królewskie krzesło. Powieść współczesna[13]
- 1881 - Teorya Pana Filipa[14]
- 1897 – Zakopane skarby. Powieść współczesna[15]
- 1903  – Orion i Chryzantema